# 拉戈阿-杜欧鲁
拉戈阿-杜欧鲁是巴西伯南布哥州的一个市镇。总面积199平方公里，总人口11900人，人口密度59.8人/平方公里。